# Esmehan Baharnaz Sultan
Esmehan Baharnaz Sultan (1525–1550) byla osmanská princezna. Byla dcerou princezny Șah-Huban Sultan a jejího manžela, velkovezíra Lütfiho Paşi.
Esmehan zemřela v roce 1556.